# 1954 en football
Cet article présente les faits marquants de l'année 1954 en football.

## Premier semestre
- 11 avril : au Stade olympique Yves-du-Manoir de Colombes, l'équipe de France s'incline 1-3 face à l'équipe d'Italie.
- 1er mai : le club de West Bromwich Albion remporte la Coupe d'Angleterre face à Preston North End FC, 3-2.
- 8 mai : création à Manille de la Confédération asiatique de football.
- 23 mai :
  - l'OGC Nice remporte la Coupe de France face à l'Olympique de Marseille, 2-1. Ce match est particulier puisqu'il s'agit de la première retransmission en direct d'une finale de Coupe de France. Le parc est alors estimé à 140 000 téléviseurs en France.
  - L'équipe d'Angleterre est battue par la Hongrie sur le score de 7 buts à 1. C'est la plus lourde défaite de l'histoire dans un match de football pour les Anglais.
  - Le Standard de Liège remporte sa première Coupe de Belgique.
- 30 mai : à Bruxelles, l'équipe de Belgique et l'équipe de France font match nul 3-3.

## Champions nationaux
- Allemagne : Hanovre 96
- Angleterre : Wolverhampton WFC
- Département d'Alger : GS Alger
- Département de Constantine : ESFM Guelma
- Département d'Oran : SC Bel-Abbès
- Écosse : Celtic FC
- Égypte : Al-Ahly SC
- Espagne : Real Madrid
- France : Lille OSC
- Italie : Inter Milan
- Maroc : Racing AC
- Tunisie : CS Hammam Lif

## Deuxième semestre
- 3 juin : début de l'émission « La Domenica Sportiva » sur la Rai à la suite de la signature d'un accord entre la chaîne nationale et les autorités du Calcio. Cette date marque également les grands débuts de la Rai. Ainsi, le jour même de son inauguration, la Rai met le football à l'honneur.
- 16 juin : début de la Coupe du monde de football 1954. Diffusion en France via l'Eurovision de 9 matches en direct de la Coupe du monde se disputant en Suisse. Le succès de ces retransmissions est total et réveille des téléspectateurs jusque-là résignés à ne pas voir beaucoup de football sur leur petit écran. En effet, la télévision française ne goûte pas franchement les joies du ballon rond tandis que les autorités fédérales freinent l'arrivée des matches télévisés, concurrence avec les recettes guichets oblige.
  - À Lausanne, à l'occasion du premier tour de la Coupe du monde, l'équipe de Yougoslavie s'impose 1-0 face à l'équipe de France.
- 19 juin : à Genève, à l'occasion du premier tour de la Coupe du monde, l'équipe de France s'impose 3-2 face à l'équipe du Mexique mais est éliminée.
- 24 juin : première retransmission d'un match de football en direct en Italie : l'Italie bat l'Égypte 5-1. L'Italie profite ici de l'Eurovision tout comme l'ensemble des autres pays membres.
- 4 juillet : l'Allemagne remporte la Coupe du monde de football.

- 16 octobre : à Hanovre, l'équipe d'Allemagne s'incline 1-3 face à l'équipe de France.
- 11 novembre : au Stade olympique Yves-du-Manoir de Colombes, l'équipe de France et l'équipe de Belgique font match nul 2-2.

## Naissances
Plus d'informations : Liste d'acteurs du football nés en 1954.
- 13 janvier : Philippe Bergeroo, footballeur puis entraîneur français.
- 13 février : Dominique Bathenay, footballeur puis entraîneur français.
- 19 février : Sócrates, footballeur brésilien.
- 6 mars :
  - Harald Schumacher, footballeur allemand.
  - Uli Stielike, footballeur allemand.
- 20 mars : Gérard Soler, footballeur français.
- 1er avril : Dieter Müller, footballeur allemand.
- 4 avril : René Girard, footballeur puis entraîneur français.
- 13 avril : Roberto Dinamite, footballeur brésilien.
- 18 mai : Eric Gerets, footballeur puis entraîneur belge.
- 26 juin : Luis Arconada, footballeur espagnol.
- 29 juin : Júnior, footballeur brésilien.
- 12 juillet : Wolfgang Dremmler, footballeur allemand.
- 15 juillet :
  - Tarak Dhiab, footballeur tunisien.
  - Mario Kempes, footballeur argentin.
- 24 juillet : Jorge Jesus, entraîneur portugais.
- 9 août : Loïc Amisse, footballeur puis entraîneur français.
- 21 août : Didier Six, footballeur français.
- 1er octobre : Bruno Bini, footballeur puis entraineur français.
- 8 octobre :
  - Joseph-Antoine Bell, footballeur camerounais.
  - Jean Fernandez, footballeur puis entraîneur français.
- 10 octobre : Fernando Santos, footballeur puis entraîneur portugais.
- 19 octobre : Sam Allardyce, entraîneur anglais.
- 1er décembre : Tedj Bensaoula, footballeur algérien.
- 20 novembre : Gervais Martel, dirigeant de club français.
- 5 décembre : Boro Primorac, footballeur yougoslave.
- 25 décembre : Amaral, footballeur brésilien.

## Décès
- 1er juin : Jimmy Settle, joueur anglais.
- 16 juin : décès à 56 ans de Harry Sundberg, international suédois ayant remporté la médaille de bronze aux Jeux olympiques 1924 et la Coupe de Suède 1921.
- 29 juin : décès à 52 ans de Thorsten Svensson, international suédois ayant remporté la médaille de bronze aux Jeux olympiques 1924 et 3 Championnat de Suède.